# Achim Bogdahn

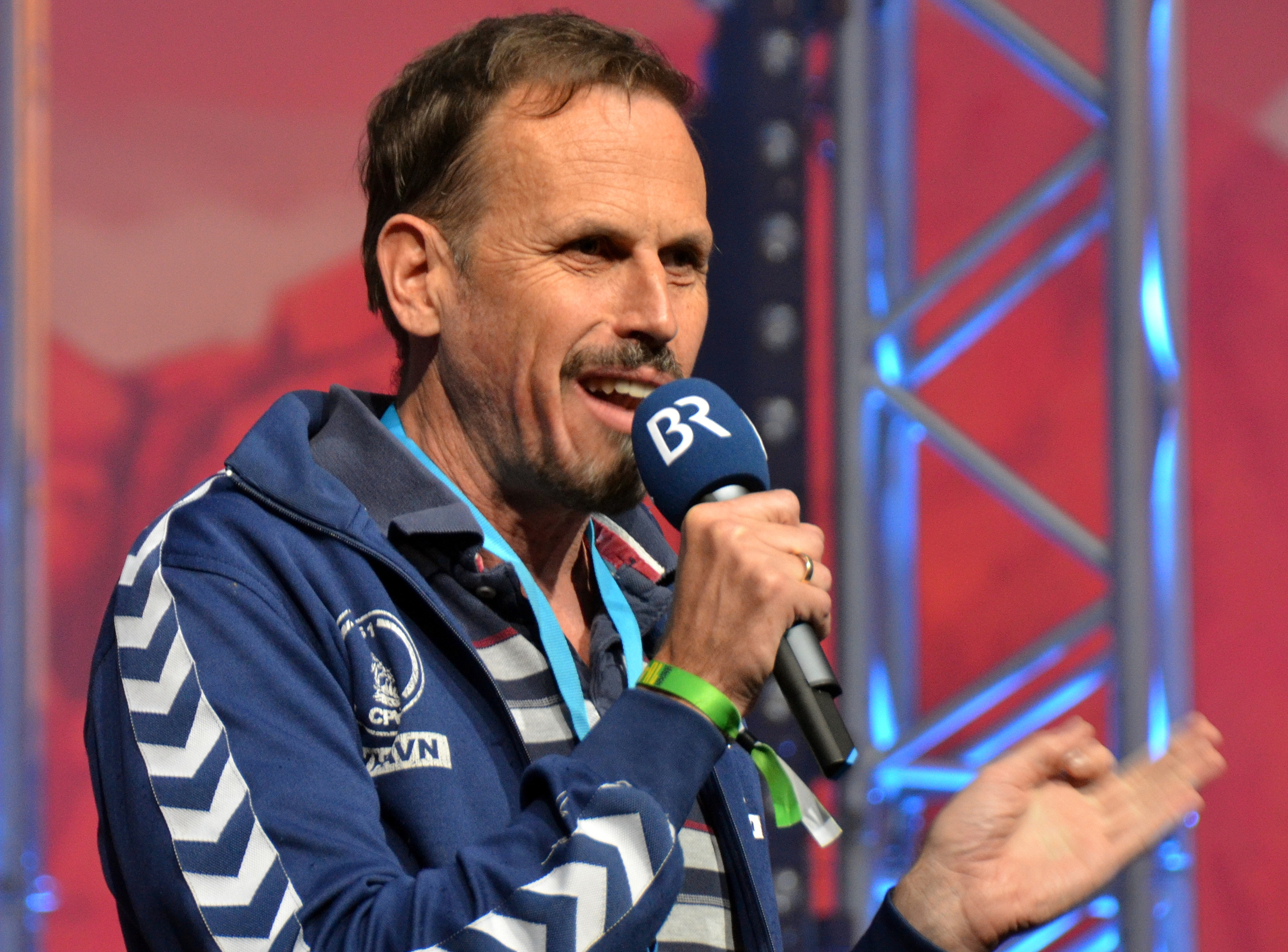
Achim Bogdahn im August 2014 auf dem Heimatsound Festival

Achim Bogdahn; Künstlername Achim Sechzig (* 16. August 1965 in Erlangen) ist ein deutscher Rundfunkmoderator.

## Werdegang
Bogdahn wuchs in Erlangen und München auf und studierte Evangelische Theologie in München, Berlin und Glasgow.
Seit 1991 arbeitet er für den Bayerischen Rundfunk. Im Programm von Bayern 2 moderiert er die Sendungen Zündfunk, Eins zu Eins. Der Talk sowie das parallel auch in ARD-alpha ausgestrahlte Tagesgespräch. Bis Juni 2012 moderierte er zusammen mit Mehmet Scholl im Zündfunk-Nachtmix Mehmets Schollplatten. Vom Februar 2014 bis zum April 2021 lief die Sendung erneut im Zündfunk-Nachtmix.
Bogdahn ist Mitglied der Deutschen Akademie für Fußball-Kultur.

## Künstlername
Bogdahn ist Anhänger des TSV 1860 München, was zu dem Künstlernamen Achim Sechzig führte.

## Werke
- Unter den Wolken: Meine Deutschlandreise auf die höchsten Berge aller 16 Bundesländer. Heyne Hardcore, München 2022, ISBN 978-3-453-27382-5.